# National Portrait Gallery (Washington)

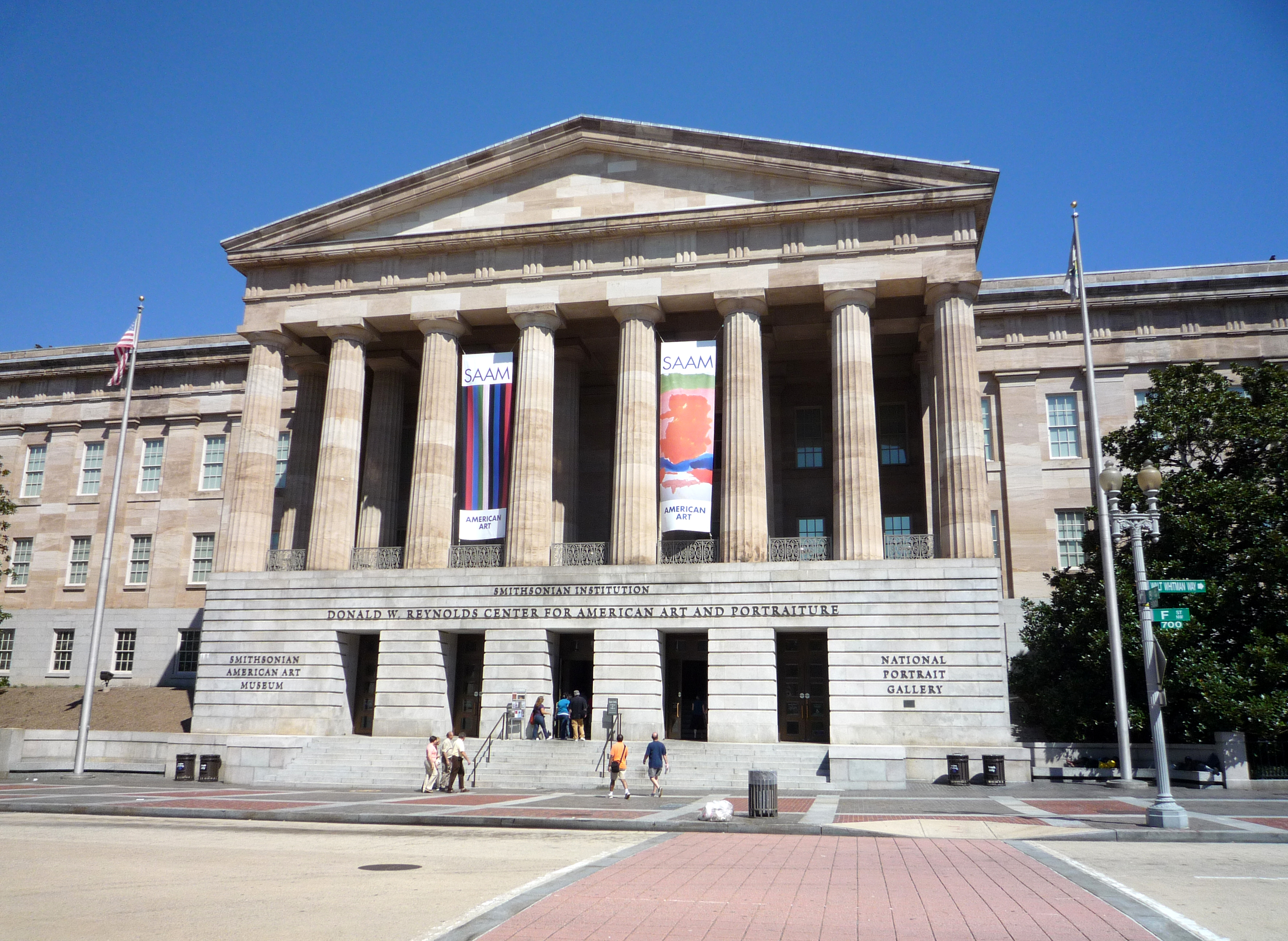
National Portrait Gallery – Eingang F-Street (2008)

Die National Portrait Gallery (NPG) ist eine Porträtgalerie in Washington, D.C. in den USA.

## Beschreibung
Die National Portrait Gallery (NPG) der Vereinigten Staaten ist ein Museum in Washington, D.C., das sich der Sammlung, Ausstellung und Erforschung von Porträts bedeutender amerikanischer Persönlichkeiten widmet. Sie wurde 1962 gegründet, ist Teil der Smithsonian Institution und befindet sich seit 1968 im historischen Old Patent Office Building. Die Galerie zeigt Porträts von Präsidenten, einflussreichen Politikern, Künstlern, Aktivisten, Erfindern, Sportlern und anderen Personen, die einen bedeutenden Beitrag zur amerikanischen Geschichte und Kultur geleistet haben. Sie ist eine wichtige Quelle sowohl für Wissenschaftler als auch für die breite Öffentlichkeit, die sich für die verschiedenen Geschichten und Persönlichkeiten interessiert, die die amerikanische Nation geprägt haben. Es ist das einzige Museum in USA, das die Aspekte Geschichte, Biografie und Kunst kombiniert.
Im Laufe der Jahre sind die Sammlungen, die sich anfangs auf Gemälde, Drucke, Zeichnungen und Stiche beschränkten, auf über 23.000 Objekte in allen Medien, von Daguerreotypien bis hin zu digitalen Medien, angewachsen. Einen Sammlungsschwerpunkt der Galerie stellen die Präsidenten-Abbildungen dar, die unter anderem in der Hall of Presidents ausgestellt sind. Zum Zeitpunkt der Eröffnung umfasste diese Sammlung erst 19 Porträts von damals 35 Amtsinhabern und wurde durch Aufkäufe nach und nach auf aktuellen Stand gebracht. Den Anfang machte ein Porträt von George Bush senior durch Ronald N. Sherr.

## Geschichte der Sammlung
Die Idee einer nationalen Porträtgalerie in Bundesbesitz geht auf das Jahr 1886 zurück, als Robert C. Winthrope, Präsident der Massachusetts Historical Society, die National Portrait Gallery in London besuchte. Nach seiner Rückkehr in die USA setzte sich Winthrope für die Gründung eines ähnlichen Museums in den Vereinigten Staaten ein.
Im Januar 1919 schloss sich die Smithsonian Institution mit der American Federation of Arts und der American Mission to Negotiate Peace zusammen, um ein National Art Committee zu gründen. Zu den Mitgliedern des Komitees gehörten Herbert L. Pratt, Vorstandsvorsitzender der Ölgesellschaft Standard Oil Company of New York, Ethel Sperry Crocker, Kunstliebhaberin und Ehefrau von William Henry Crocker, Gründer der Crocker National Bank, der Architekt Abram Garfield, Mary Williamson Averell, Ehefrau des Eisenbahndirektors Edward H. Harriman, der Finanzier J. P. Morgan, der Anwalt Charles Phelps Taft, Bruder von Präsident William Howard Taft, der Stahlmagnat Henry Clay Frick und der Paläontologe Charles Doolittle Walcott. Die in Auftrag gegebenen Porträts wurden im Mai 1921 im National Museum of Natural History ausgestellt. Sie bildeten den Grundstock für die spätere Sammlung der National Portrait Gallery.
Im Jahr 1937 schenkte Andrew W. Mellon den Vereinigten Staaten seine umfangreiche Sammlung klassischer und moderner Kunst, die zur Gründung der National Gallery of Art führte. Die Sammlung enthielt eine große Anzahl von Porträts. Mellon bat darum, dass im Falle der Gründung einer Porträtgalerie die Porträts dorthin überführt werden sollten. David E. Finley, Jr., ein Anwalt und einer der engsten Freunde Mellons, wurde zum ersten Direktor der National Gallery of Art ernannt und setzte sich in den folgenden Jahren intensiv für die Einrichtung einer Porträtgalerie ein.
Die National Portrait Gallery (NPG) wurde 1962 vom Kongress gegründet. Im Ermächtigungsgesetz wurde als Zweck die Ausstellung von Porträts von "Männern und Frauen, die einen bedeutenden Beitrag zur Geschichte, Entwicklung und Kultur des amerikanischen Volkes geleistet haben" festgelegt. Trotz der umfangreichen Kunstsammlungen des Smithsonian und der Mellon Collection gab es nur sehr wenig, was die National Portrait Gallery zeigen konnte. "Eine Porträtgalerie in den 1960er Jahren zu gründen", so Smithsonian-Sekretär S. Dillon Ripley, "war schwierig, denn die amerikanische Porträtmalerei hatte bereits ihren Höhepunkt im Preis und ihren Tiefpunkt im Angebot erreicht." Ripley, der das Smithsonian seit 1964 leitete, war jedoch ein starker Befürworter des neuen Museums. Er ermutigte die Kuratoren des Museums, eine Sammlung von Grund auf aufzubauen, die auf Einzelstücken basierte, die auf der Grundlage hochwertiger wissenschaftlicher Forschung ausgewählt wurden, anstatt ganze Sammlungen von anderen zu kaufen. Die Sammlung des NPG wurde in den folgenden fünf Jahren langsam durch Schenkungen und Ankäufe aufgebaut. Zu dieser Zeit hatte das Museum nur wenig Geld. Oft fand das Museum Objekte, die es haben wollte, und bat den Besitzer, sie einfach zu spenden.
Das Aushängeschild der ständigen Sammlung der National Portrait Gallery ist die Hall of Presidents, die Porträts fast aller amerikanischen Präsidenten enthält. Es ist die größte und vollständigste Sammlung der Welt, abgesehen von der Sammlung des Weißen Hauses selbst. Das Herzstück der Hall of Presidents ist das berühmte Lansdowne-Porträt von George Washington. Die Art und Weise, wie das Museum die Bilder der Präsidenten erwirbt, hat sich im Laufe der Jahre verändert. Die Präsidentenporträts von 1962 bis 1987 wurden in der Regel durch Kauf oder Schenkung erworben. Ab 1998 begann das NPG, Präsidentenporträts in Auftrag zu geben, beginnend mit George H. W. Bush. Seit 2000 gibt das NPG auch Porträts von First Ladies in Auftrag, beginnend mit Hillary Clinton. Diese Aufträge werden privat finanziert und kosten zwischen 150.000 und 200.000 Dollar pro Porträt. Der ehemalige Präsident Trump hat mit seinem Save America PAC 650.000 Dollar für Porträts von sich und der ehemaligen First Lady bezahlt, die eines Tages in der National Portrait Gallery hängen werden.

### Bedeutende Werke
Die National Portrait Gallery in Washington, D.C., beherbergt eine umfangreiche Sammlung von Porträts wichtiger Persönlichkeiten der amerikanischen Geschichte. Zu den bekanntesten Gemälden der Sammlung gehören:
- George Washington von Gilbert Stuart: Dieses ikonische Porträt des ersten Präsidenten der Vereinigten Staaten ist eines der bekanntesten Bilder Washingtons: Das Lansdowne Portrait.
- Abraham Lincoln von George Peter Alexander Healy: Ein fesselndes Porträt des 16. Präsidenten der Vereinigten Staaten, das seinen düsteren und nachdenklichen Gesichtsausdruck einfängt.[3]
- The Four Justices von Nelson Shanks: Das Gemälde zeigt die Porträts von vier Richterinnen am Obersten Gerichtshof der Vereinigten Staaten: Sandra Day O’Connor, Ruth Bader Ginsburg, Sonia Sotomayor und Elena Kagan.[4]
- Benjamin Franklin von Joseph Siffred Duplessis: Porträt eines der Gründerväter der Vereinigten Staaten, der für seine Beiträge als Staatsmann, Erfinder und Schriftsteller bekannt ist.[5]
- Barack Obama von Kehinde Wiley: Dieses Porträt des 44. Präsidenten der Vereinigten Staaten erregte große Aufmerksamkeit aufgrund seines einzigartigen zeitgenössischen Stils, der Obama vor einem Hintergrund aus leuchtenden Blättern zeigt.[6]
- First Lady Michelle Obama von Amy Sherald. Dieses ikonische Porträt entstand, als Obama ihre Memoiren Becoming" (2018) schrieb. Es zeigt sie in introspektiver Stimmung und in einem Michelle-Smith-Kleid, das an die Gee's-Bend-Quilts erinnert, die von den Nachfahren der Sklaven hergestellt wurden.[7]
- Alexander Hamilton von John Trumbull: Ein Porträt des Gründervaters und ersten Finanzministers der Vereinigten Staaten, der für seinen Beitrag zum Aufbau der US-Regierung und des Finanzsystems bekannt ist.[8]
- Pocahontas von Simon van de Passe: Pocahontas ist vor allem bekannt für ihre Rolle in der Kolonialgeschichte von Jamestown, einer der ersten dauerhaften englischen Siedlungen in Nordamerika.[9]
- Thomas Jefferson von Mather Brown: Das Porträt zeigt den dritten Präsidenten der Vereinigten Staaten und Hauptverfasser der Unabhängigkeitserklärung.[10]
- Rosa Parks von Marshall D. Rumbaugh: Ein eindringliches Porträt der Bürgerrechtlerin, deren Weigerung, ihren Sitzplatz im Bus einem weißen Fahrgast zu überlassen, den Montgomery-Busboykott auslöste.[11]
- Elvis Presley von Ralph Wolfe Cowan: Das Porträt zeigt den legendären Sänger und die kulturelle Ikone, die als "King of Rock and Roll" bekannt wurde.[12]
- Harriet Tubman von  H. Seymour Squyer: Ein beeindruckendes Foto der Abolitionistin und Leiterin der Underground Railroad, die Sklaven in die Freiheit des Nordens führte.[13]
- Martin Luther King Jr. von Boris Chaliapin: Ein Porträt des einflussreichen Bürgerrechtlers und Friedensnobelpreisträgers, der für seinen gewaltlosen Aktivismus und seinen Einsatz für die Rassengleichheit bekannt ist.[14]
- Amelia Earhart von Howard Chandler Christy: Das Porträt zeigt die Pionierin der Luftfahrt und Verfechterin der Frauenrechte, die für ihre Alleinflüge und ihren Beitrag zur Geschichte der Luftfahrt bekannt ist.[15]